# Waltheria bracteosa
Waltheria bracteosa är en malvaväxtart som beskrevs av A. St.-hil. och Naud.. Waltheria bracteosa ingår i släktet Waltheria och familjen malvaväxter. Inga underarter finns listade i Catalogue of Life.